# Speocera irritans
Speocera irritans is een spinnensoort uit de familie Ochyroceratidae. De soort komt voor in Brazilië.